# Solomon Kwirkwelia
Solomon „Saba“ Kwirkwelia (georgisch სოლომონ კვირკველია; englisch Solomon Kvirkvelia; * 6. Februar 1992 in Samtredia) ist ein georgischer Fußballspieler.

## Karriere

### Verein
Solomon Kwirkwelia spielte in der Jugend für die Tengis Sulakwelidse Academy in Tiflis sowie für den russischen Verein Zenit Sankt Petersburg. Bei Rubin Kasan begann er seine Profikarriere und gab dort sein Debüt in der Premjer-Liga am 22. Juli 2011 gegen Terek Grosny. In der folgenden Saison wurde er erst an FK Neftechimik Nischnekamsk und Anfang 2017 an Lokomotive Moskau verliehen. Dieser verpflichtete ihn nach sechs Monaten fest und schon in seiner ersten Spielzeit gewann er dort die russische Meisterschaft. 2020 lieh ihn dann Rotor Wolgograd für eine Spielzeit aus und nah der Rückkehr wechselte er weiter in die Ukraine zu Metalist 1925 Charkiw. Von dort wurde er im April 2022 leihweise in seine Heimat an den FC Gagra Tiflis abgegeben. Nur drei Monate später wechselte er fest zum Erstligisten Neftçi Baku nach Aserbaidschan.

### Nationalmannschaft
Von 2010 bis 2013 spielte Kwirkwelia 17 Partien für diverse georgische Jugendauswahlmannschaften. Anschließend kam er am 5. März 2014 im Testspiel gegen Liechtenstein (2:0) zu seinem Debüt für die A-Nationalmannschaft.  In der erfolgreichen Qualifikation für die EM 2024 wurde er in neun von zehn Spielen eingesetzt, dabei auch in den beiden Play-off-Spielen, und wurde für die Endrunde nominiert.

## Erfolge
- Russischer Pokalsieger: 2012, 2017, 2019
- Russischer Meister: 2018

## Persönliche Auszeichnungen
- Georgischer Fußballer des Jahres: 2014, 2017